# Cerexhe-Heuseux
Pour les articles homonymes, voir Cerexhe.
Cerexhe-Heuseux (en wallon Cerexhe-Heuzeu) est une section de la commune belge de Soumagne située en Région wallonne dans la province de Liège. C'était une commune à part entière avant la fusion des communes de 1977.
Chaque année, un festival de country nommé Cerexhe festival s'y déroule.
A ne pas confondre avec Benoit Cerexhe, un homme politique belge qui porte le même nom qu'une partie de ce village, ni avec Jules Cerexhe (et par la même occasion, la "Rue Jules Cerexhe" située à Verviers).

## Étymologie
Cerexhe, en wallon signifie « cerise » (nom dû aux cerisaies de la région).
Formes anciennes : 1226 Cerich, 1324 Cherris, 1780 Serexhe
Heuseux vient du wallon Heuzeu ou de l'ancien français houssoi, qui signifie « houssaie » (haie de houx).
Forme ancienne : 1234 Hussoir

## Évolution démographique
- Sources : INS, Rem. : 1831 jusqu'en 1970 = recensements, 1976 = nombre d'habitants au 31 décembre.

## Histoire
Deux anciens documents parlent déjà de Cerexhe au cours du XIIIe siècle. Ces documents sont des actes écrits nous parlent de Cerexhe respectivement en 1226 et 1227, lorsque Nicolas de Cerich (ancienne écriture de Cerexhe) légua deux fermes ainsi que des terres qu'il tenait du monastère de Malmedy à l'abbaye de Robermont.
Ces deux villages formaient du XIe siècle jusqu'au XVIIe siècle une seule seigneurie et paroisse appartenant au chapitre de Saint-Pierre à Liège.
Depuis les années 1960, un projet controversé d'autoroute Cerexhe-Heuseux/Beaufays (CHB) pour désengorger Liège est régulièrement évoqué puis abandonné.

## Patrimoine et culture

### Patrimoine architectural et sites

#### Patrimoine religieux

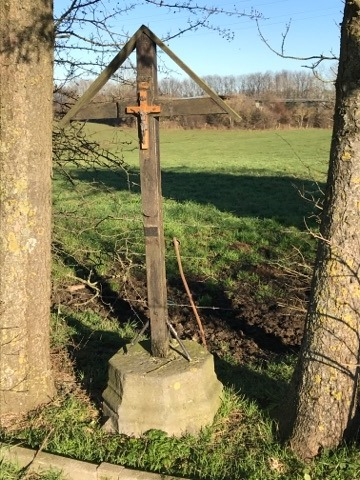
Croix de Jésus, située Rue du Fawtay à Cerexhe.

Cerexhe-Heuseux ne formait qu'une seule paroisse jusqu'au début du XVIIe siècle.
Deux églises se situent dans ces villages : l'église Saint-André qui se situe à Cerexhe et l'église Saint-Laurent qui se situe à Heuseux.
Plusieurs croix et autres éléments religieux se situent aussi dans ces deux villages et témoignent de l'importance qu'avait la religion autrefois.

##### L'église Saint-André
L'église de Cerexhe a été bâtie au XIe siècle,. Elle abrite une cuve baptismale datant du XIIe siècle. Le portique et la nef de cette église ont été construits au XVe siècle. Ce n'est que vers 1650 qu'on y construit un transept et un chœur.
Quelques belles pierres tombales se situent encore dans ce cimetières et trois croix gothiques datent même du XVIe siècle.
L'église Saint-André a été classée le 15 décembre 1970.

##### L'église Saint-Laurent

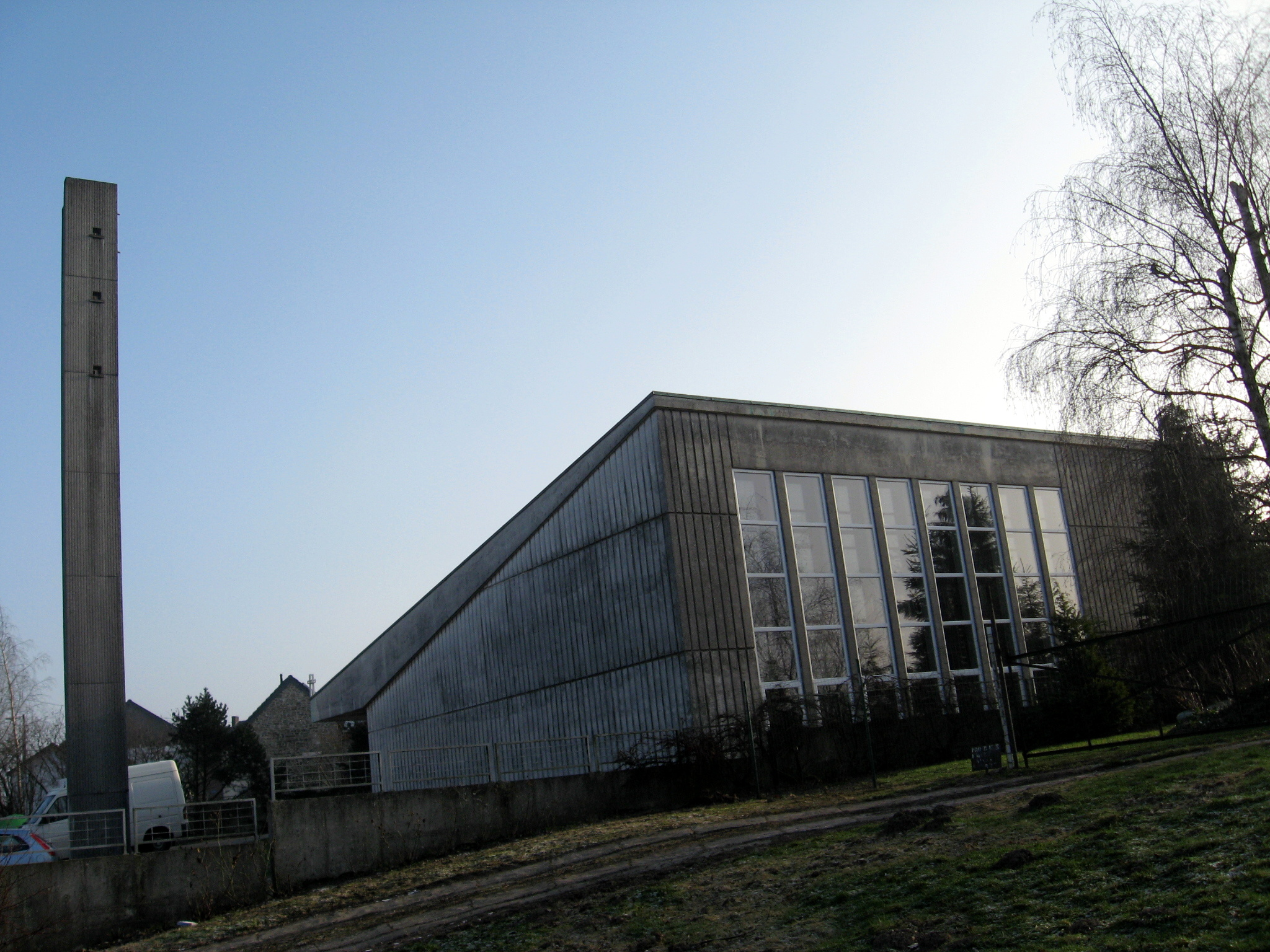
Eglise Saint-Laurent, située à Heuseux.

L'église Saint-Laurent fut construite en 1972-1973 à l'emplacement de l'ancienne église détruite le 10 mai 1940. Les plans de cette église moderne ont été dessinés par Pierre Demarche.

##### Ancien presbytère
Le presbytère qui accueillait le curé de Cerexhe existe toujours et est témoin du patrimoine religieux du village. Aujourd'hui, ce bâtiment est occupé par le "Patro Saint-Jean Bosco" de Cerexhe qui utilise les différentes pièces comme locaux pour plusieurs de ses sections.

#### Croix, potales et autres éléments religieux
Plusieurs croix se situent dans le village de Cerexhe.
Trois potales se situent à Cerexhe-Heuseux. Deux d'entre-elles sont des bornes : elles sont situées rue du Centenaire ainsi que rue des Pépinières. La dernière, elle, est située dans le creux d'un mur rue Valeureux Champs.

#### Patrimoine civil

##### Château
Le château d'Heuseux, situé rue de l'Institut à Heuseux, date de 1766. Aujourd'hui, il est reconverti en institut médico-pédagogique pour jeunes porteurs de handicap. Ce château abrite une ancienne ferme, composée de deux bâtiments, dans son enceinte.

##### Ancienne maison communale
Autrefois, Cerexhe-Heuseux ne formait qu'une seule commune. Le bâtiment de l'ancienne maison communale est utilisé aujourd'hui comme bâtiment de l'école communale de Cerexhe-Heuseux.

##### Fermes
Plusieurs fermes se situent à Cerexhe-Heuseux. L'agriculture du froment, de l'épeautre, du seigle, de l'orge, de l'avoine, des fruits et des légumes y avait une place importante. L'élevage était aussi important de la région.

##### Laiterie
Cerexhe abritait autrefois une laiterie, lieu où l'on transforme le lait en produits laitiers. Cette laiterie à vapeur fut fondée par M. Lohest dès son retour du Danemark, en 1889. Celle-ci était nommée "La laiterie des Fermiers réunis de Cerexhe-Melen" et était la première dans son genre,,.
En 1910, le lait de plus de mille vaches était toujours travaillé dans cette importante laiterie de la région de Herve.
La rue de la Laiterie tire son nom de ce bâtiment et est témoin de l'industrie laitière et fromagère de la région.

#### Petit patrimoine

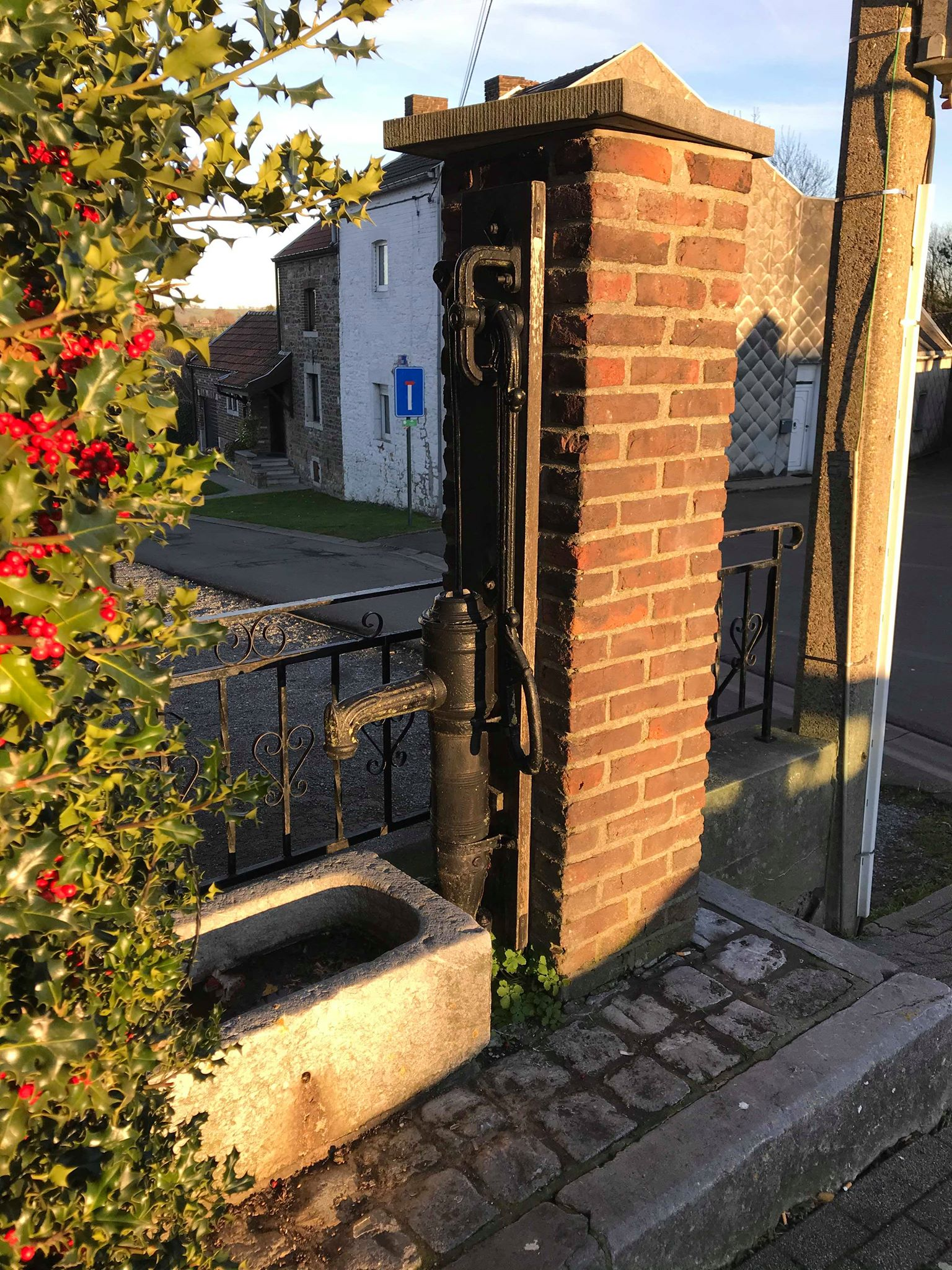
Pompe à eau, située à Cerexhe.

##### Monument aux morts
Un monument aux morts se situe rue des Écoles à Cerexhe.

##### Puits et pompes à eau

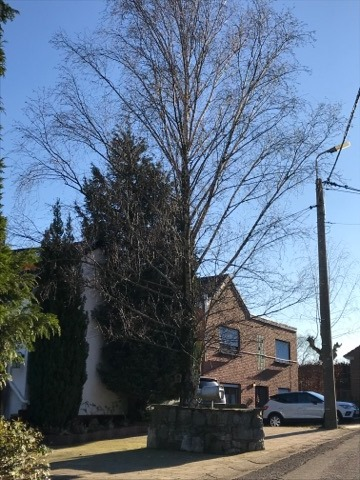
Puits, situé rue Jean Toussaint à Cerexhe.

Un puits se situe rue Jean Toussaint à Cerexhe. Un arbre y pousse à l'intérieur et traverse la grille de protection afin de s'élever vers le ciel.
Une pompe à eau manuelle se situe sur la place à Cerexhe, près de l'église Saint-André. Une autre se situe à Heuseux, place de Heuseux.
Ce puits et ces pompes à eau ne sont plus fonctionnels aujourd'hui.

##### L'arbre aux biscuits
Un charme de plus de 300 ans, nommé "arbre aux biscuits", se situe dans le bois de Halleux, principalement situé à Cerexhe, même si on a tendance à l'appeler "bois de Melen". Ce vieil arbre est courbé et offre un bel espace où nous pouvons grimper, s'asseoir…
Quelques légendes ont été créées autour de cet arbre. Une d'entre-elles parle de deux jeunes amoureux de classes sociales très différentes qui se seraient rencontrés près de cet arbre et qui continuèrent de se rencontrer en cachette afin de discuter et grignoter quelques biscuits sous cet arbre. D'autres légendes racontent que l'arbre distribuait des biscuits mais qu'un jour, des personnes sont venues voler les biscuits et le feuillu a donc arrêté de produire des biscuits.
En 2017 et en 2018, quelques élagages ont eu lieu autour de cet arbre.

## Personnalités
Philippe Saive, pongiste d'envergure internationale comme son frère aîné Jean-Michel Saive, ont joué au club de tennis de table Le Donald à Heuseux.
Le Député-Bourgmestre de Soumagne, Charles Janssens, a habité le village de Cerexhe pendant les 29 années de son mandat qui s'est achevé en septembre 2013.